# Акведук Валента

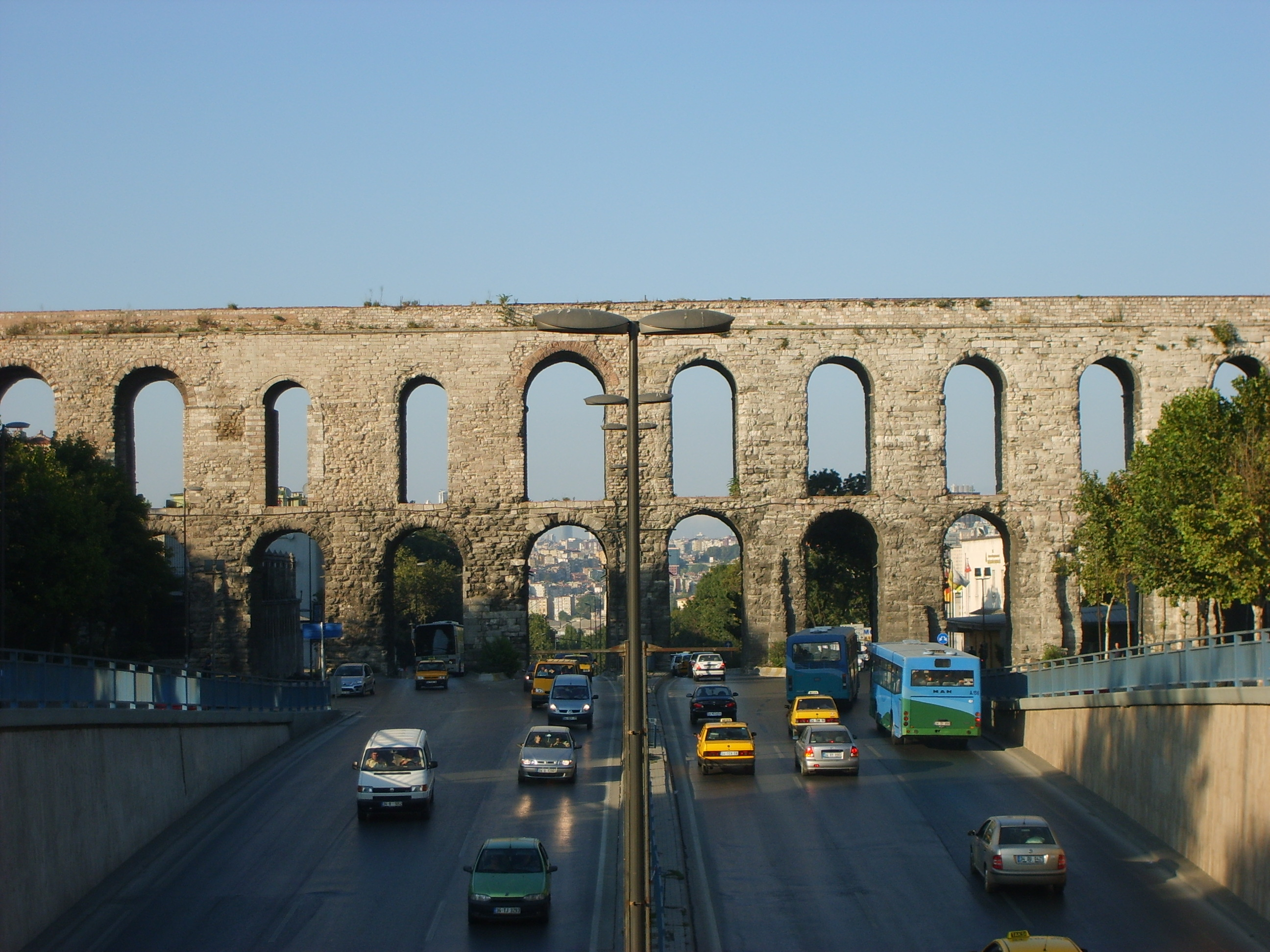
Акведук Валента

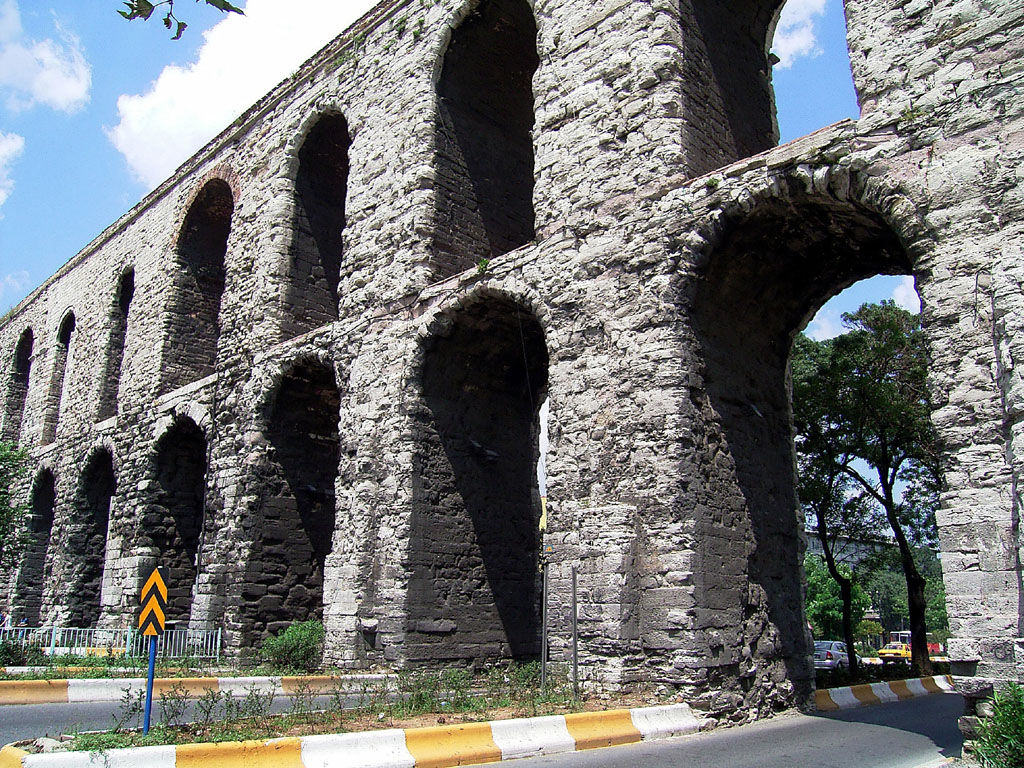
Акведук Валента

Акведук Валента (грец. Υδραγωγείο του Δύναμο), Боздоган (тур. Bozdoğan Kemeri) — акведук, який був частиною водопровідної системи Константинополя (нині Стамбул). Розташований в старій частині Стамбула на бульварі Ататюрка, є одним із символів міста.

## Історія
Акведук побудований в період правління імператора Валента приблизно в 368–375 і був дуже важливим етапом у розвитку водопровідної системи Константинополя — він поєднав два міських пагорби міста. Його первісна довжина становила понад 1000 метрів, а максимальна висота — 26 метрів. У наш час збережена частина акведука має довжину 971 метр і максимальну висоту 20 метрів (за рахунок підняття рівня землі). При будівництві використовувалися камені зі стін Халкедона. По свинцевих трубах, прокладених верхом акведука, вода надходила в місто аж до середини XIX століття.
У теперішній час акведук є визначною пам'яткою Стамбула (Константинополя), під ним проходить жвава автомагістраль міста — бульвар Ататюрка.